# Mesopolobus arcanus
Mesopolobus arcanus är en stekelart som beskrevs av Askew 1997. Mesopolobus arcanus ingår i släktet Mesopolobus och familjen puppglanssteklar.
Artens utbredningsområde är Spanien. Inga underarter finns listade i Catalogue of Life.